# Красная Горка (Сортавальский район)
Кра́сная Го́рка (фин. Riekkala) — посёлок в составе Сортавальского городского поселения Сортавальского района Республики Карелия.

## Общие сведения
Расположен на восточном берегу озера Ляппяярви.
В посёлке находится памятник архитектуры — деревянная Никольская церковь Сердобольского погоста.

## Население
| 2002 | 2009 | 2010 | 2013 |
| ---- | ---- | ---- | ---- |
| 85   | ↘74  | ↗80  | ↘78  |